# Darja Baryssewitsch
Darja Sjarhejeuna Baryssewitsch (belarussisch Дар’я Сяргееўна Барысевіч, engl. Transkription Darya Barysevich; * 27. Mai 1990 in Minsk, BSSR, Sowjetunion) ist eine belarussische Mittelstreckenläuferin.

## Sportliche Laufbahn
Erste internationale Erfahrungen sammelte Darja Baryssewitsch 2007 beim Europäischen Olympischen Jugendfestival in Belgrad, bei dem sie im 1500-Meter-Lauf in 4:31,07 min den vierten Platz belegte. 2008 ging sie bei den Crosslauf-Europameisterschaften in Brüssel an den Start und erreichte in der Juniorinnenwertung den 68. Platz. 2016 qualifizierte sie sich für die Europameisterschaften in Amsterdam, schied dort aber mit 4:14,06 min bereits in der Vorrunde aus. Im Jahr darauf  gelangte sie in das Finale der Halleneuropameisterschaften in Belgrad und kam mit einer neuen persönlichen Bestleistung von 4:12,52 min auf den siebten Platz. Bei den IAAF World Relays 2017 auf den Bahamas erreichte sie mit der belarussischen 4-mal-800-Meter-Staffel die Silbermedaille hinter dem Team aus den Vereinigten Staaten. 2018 wurde sie bei den Europameisterschaften in Berlin in 4:07,52 min Achte über 1500 Meter und schied im 800-Meter-Lauf mit 2:04,65 min in der ersten Runde aus. Bei den Leichtathletik-Halleneuropameisterschaften 2019 in Glasgow gelangte sie über 1500 Meter in 4:11,92 min auf den fünften Platz und bei den Weltmeisterschaften in Doha im Oktober schied sie mit 4:17,04 min im Halbfinale aus. 2021 wurde sie bei den Halleneuropameisterschaften in Toruń in 4:22,98 min Siebte über 1500 Meter.
2011, 2013, 2015 und 2016, 2018 und 2020 wurde Baryssewitsch belarussische Meisterin im 1500-Meter-Lauf im Freien sowie 2018 und 2020 auch über 800 Meter. In der Halle siegte sie über 1500 Meter in den Jahren 2012 und von 2015 bis 2018. Zudem siegte sie über 800 Meter von 2017 bis 2020.

## Persönliche Bestzeiten
- 800 Meter: 2:01,93 min, 16. Juli 2016 in Heusden-Zolder
  - 800 Meter (Halle): 2:03,73 min, 18. Februar 2017 in Mahiljou
- 1500 Meter: 4:03,58 min, 20. Juli 2019 in London
  - 1500 Meter (Halle): 4:06,77 min, 8. Februar 2020 in Toruń
- Meile: 4:30,86 min, 6. September 2016 in Rovereto (belarussischer Rekord)